# Sam Allardyce
Samuel Allardyce (Dudley, 19 de outubro de 1954) é um treinador e ex-futebolista inglês que atuava como zagueiro. Atualmente está sem clube.

## Carreira
Allardyce tem uma longa carreira como treinador, mas nunca conquistou um título importante. Sua conquista mais relevante aconteceu em seu primeiro trabalho, em 1992, com o Limerick (seu penúltimo clube como jogador), tornando-se campeão da Segunda Divisão do Campeonato Irlandês. Ele, porém, coleciona bons resultados em equipes médias como Blackburn, Bolton e Newcastle. Em outubro de 2015, assumiu o Sunderland com a missão de tirar o time da zona de rebaixamento da Premier League e conseguiu.
No dia 22 de julho de 2016, foi anunciado como novo técnico da Seleção Inglesa. Chegou e substituiu Roy Hodgson, que deixou o cargo após a eliminação para a Islândia nas oitavas de final da Eurocopa. Porém, no dia 27 de setembro, Allardyce pediu demissão devido a escândalos de corrupção.
Foi contratado pelo Crystal Palace em dezembro de 2016, substituindo Alan Pardew.

## Títulos como jogador
Bolton Wanderers
- Segunda Divisão da Liga Inglesa: 1977–78

Preston North End
- Quarta Divisão da Liga Inglesa: 1986–87

### Prêmios individuais
- Time do Ano pela PFA: 1986–87 (quarta divisão)

## Títulos como treinador
Limerick
- Segunda Divisão da Irlanda: 1991–92

Notts County
- Terceira Divisão da Liga Inglesa: 1997–98

Bolton Wanderers
- EFL Championship play-offs: 2001

West Ham
- EFL Championship play-offs: 2012

### Prêmios individuais
- Treinador do mês da Football League: janeiro de 2001
- Treinador do mês da Premier League: agosto de 2001, novembro de 2003, janeiro de 2004, dezembro de 2006, fevereiro de 2014 e outubro de 2014